# ميخائيل صموئيل
ميخائيل صموئيل (بالهولندية: Michael Samuel)‏ هو لاعب كرة قدم هولندي، ولد في 22 أبريل 1980. لعب مع غو أهد إيغلز.